# Karl Friedrich Leypoldt
Karl Friedrich Leypoldt (* 28. November 1803 in Unterboihingen, Herrschaft Unterboihingen; † 6. August 1876 in Tuttlingen, Königreich Württemberg) war Abgeordneter im württembergischen Landtag als Vertreter des Oberamts Tuttlingen.

## Politische Karriere
Karl Friedrich Leypoldt arbeitete als Tuttlinger Oberamtspfleger (Schwarzwaldkreis). Bei den im Dezember 1855 stattfindenden Wahlen gewann Leypoldt gegen den ehemaligen Landtagsabgeordneten Barnabas Mattes mit 333 zu 270 Stimmen. Insgesamt gab es 667 Stimmberechtigte (Zensuswahlrecht: besitzende männliche Bürger) bei über 25.000 Einwohnern. Ab 1856 war er Abgeordnete als Nachfolger von Karl Hermann von Hörner. 1862 wurde Leypoldt durch Wilhelm Friedrich Dinkelacker abgelöst.